# Jorginho Putinatti
Jorginho Putinatti (sinh ngày 23 tháng 8 năm 1959) là một cầu thủ bóng đá người Brasil.

## Đội tuyển bóng đá quốc gia Brasil
Jorginho Putinatti thi đấu cho đội tuyển bóng đá quốc gia Brasil từ năm 1983 đến 1985.

## Thống kê sự nghiệp
| Đội tuyển bóng đá Brasil | Đội tuyển bóng đá Brasil | Đội tuyển bóng đá Brasil |
| Năm                      | Trận                     | Bàn                      |
| ------------------------ | ------------------------ | ------------------------ |
| 1983                     | 12                       | 2                        |
| 1984                     | 0                        | 0                        |
| 1985                     | 4                        | 0                        |
| Tổng cộng                | 16                       | 2                        |